# Chwałowice (województwo podkarpackie)

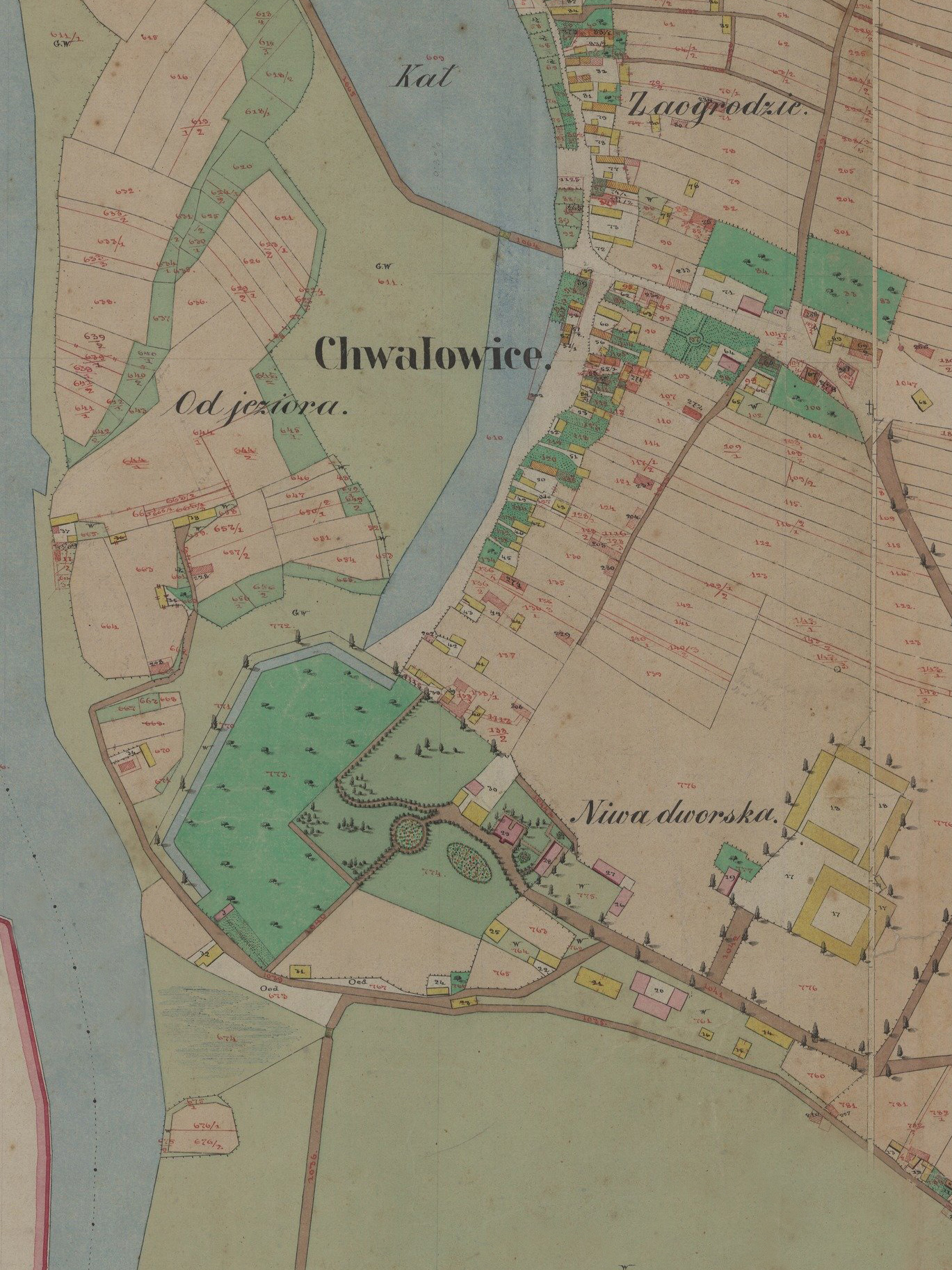
Zespół parkowo-dworski w Chwałowicach na mapie z 1851 roku

Chwałowice – wieś w Polsce, położona w województwie podkarpackim, w powiecie stalowowolskim, w gminie Radomyśl nad Sanem. Jest to najdalej na północ wysunięta wieś województwa podkarpackiego.
Wieś szlachecka położona była w drugiej połowie XVI wieku w ówczesnym powiecie urzędowskim w województwie lubelskim. W latach 1975–1998 miejscowość administracyjnie należała do ówczesnego województwa tarnobrzeskiego.
Chwałowice położone są we wrotach Puszczy Sandomierskiej około 30 kilometrów od Stalowej Woli. W okolicy zbiegają się trzy krainy geobotaniczne: Kotlina Sandomierska, Wyżyna Sandomierska i Wyżyna Lubelska. Główną arterią wodną jest rzeka Wisła. Szatę roślinną stanowią resztki zalesienia dawnej Puszczy Sandomierskiej oraz Puszczy Zaklikowskiej.
Miejscowa ludność wyznania katolickiego przynależy do Parafii pod wezwaniem Wniebowzięcia Najświętszej Maryi Panny w Chwałowicach

## Integralne części wsi
| SIMC    | Nazwa     | Rodzaj     |
| ------- | --------- | ---------- |
| 0804709 | Dwór      | część wsi  |
| 0804767 | Grudza    | przysiółek |
| 0804773 | Ludwin    | przysiółek |
| 0804715 | Nowa Wieś | część wsi  |
| 0804721 | Podedwór  | część wsi  |
| 0804796 | Popowice  | przysiółek |
| 0804738 | Rakówka   | część wsi  |
| 0804744 | Rynek     | część wsi  |
| 0804750 | Wygoda    | część wsi  |

## Historia
Trudno jest ustalić datę powstania Chwałowic. Obszar dzisiejszej wsi obejmował we wczesnym średniowieczu aż cztery osady: Chwałowice, Popowice, Komorzyn i Ochodzę. Dogodne położenie Chwałowic miało również skutki ujemne. Od początku swojego powstania osada była nękana licznymi najazdami i wojnami. Miejscowość posiada przysiółki: Dwór, Grudza, Ludwin, Łążek, Nowa Wieś, Podedwór, Popowice, Rakówka, Wieś i Wygoda. 
22 października 1863 roku w Chwałowicach zmarł w wyniku odniesionych ran po bitwie pod Łążkiem Edmund Ślaski dowódca jednego z oddziałów powstania styczniowego, który pochowany został na cmentarzu parafialnym w Zaleszanach.
Od 1993 roku w Chwałowicach istnieje Ludowy Zespół Sportowy "Jeziorak" który obecnie gra w klasie A, grupie stalowowolskiej I.